# Sloup se sousoším Panny Marie (Slatina nad Úpou)
Sloup se sousoším Panny Marie patrně z roku 1831 se nalézá proti odbočce k Boušínu v obci Slatina nad Úpou v okrese Náchod. Vrcholně barokní sousoší je zapsáno v Ústředním seznamu kulturních památek ČR. Sousoší bylo restaurováno roku 2003.

## Historie
Pomník byl postaven v roce 1829 jako sousoší Početí blahoslavené Panny Marie. Bylo postaveno na náklady obce Slatina nad Úpou a částečným přispěním handlíře s plátnem Václava Vlčka z domu čp. 12. Pomník byl posvěcen v den Narození Panny Marie boušínským administrátorem Václavem Kernerem.
V červnu 1909 byl památník vymalován a pozlacen na náklady majitelů blízkého hostince Emílie Řehákové a Václava Ruffera.
Další renovace byla provedena v roce 1931 v týdnu před svátkem svatého Václava a 28. září téhož roku byl památník vysvěcen boušínským knězem Antonínem Svatošem. Opravy provedl sochař Postupa z České Skalice.
Dne 3. dubna 1958 bylo susoší zapsáno do Ústředního seznamu kulturních památek Československé republiky.
V roce 2003 sochař a restaurátor Antonín Wágner provedl restaurování a obnovu polychromie sousoší. 

## Popis
Na stupňovitém podstavci stojí tři pískovcové hranolovité sloupy propojené křídly. Boční jsou menší ukončené stupňovitou římsou a sochami svatého Jana Nepomuckého a svatého Václava. Svatý Jan Nepomucký ve zvrásněném rouchu stojí v kontrapostu pravé nohy, k napravo nakloněné hlavě se svatozáří směřuje krucifix v pokrčených rukou. Svatý Václav ve vojenském oděvu stojí v kontrapostu levé nohy, u pravé nohy je štít s orlicí, v levé ruce drží prapor, na hlavě má knížecí korunu. Prostřední hranol má reliéf se svatým Josefem a obvodovou římsu, na něm stojí sloup s pozlacenou patkou a korintskou hlavicí na níž je Panna Marie Immaculata stojící na zeměkouli obtočené hadem. 